# В Космос!
«В Космос»! — скульптурная композиция, созданная в 1964 году в Таганроге Г. Н. Постниковым, В. В. Руссо и М. И. Демьяненко. В середине 1970-х была демонтирована.

## История
Скульптурная композиция «В Космос!» была создана в 1964 году напротив Дворца культуры комбайнового завода, на площадке, оставшейся от снесённого памятника И. В. Сталину. В те времена весь мир находился под впечатлением первого полёта человека в космос, и тема эта была необычайно популярна.
Скульптурная композиция была очень красива, включала макет «Спутника-1», но оказалась недолговечна. Из-за инженерной ошибки, допущенной в размещении центра тяжести, возникла угроза её падения, и в 1970-х годах скульптуру пришлось демонтировать.
Однако до XXI века сохранилась подобная одноимённая композиция в Монино, созданная в 1962 году (другое название — Слава покорителям космоса).